# Корен, Инна
Инна Корен (Израилов; род. 30 марта 1964) — американская, ранее советская, шахматистка, международный мастер (1986) среди женщин.
Чемпионка США (1986). В составе сборной США участница 2-х Олимпиад (1984 и 1988). Участница межзонального турнира (1987) в Смедеревска-Паланка.

## Изменения рейтинга
| Графики недоступны из-за технических проблем. См. информацию на Фабрикаторе и на mediawiki.org. |